# Kampf ums schwere Wasser
Kampf ums schwere Wasser ist ein norwegisch-französischer halbdokumentarischer Spielfilm der Regisseure Titus Vibe-Müller und Jean Dréville aus dem Jahr 1948. In der DDR wurde der Film am 22. April 1969 im DFF 1 erstausgestrahlt. Er beruht auf realen Begebenheiten und handelt von den Bemühungen norwegischer Widerstandskämpfer während des Zweiten Weltkrieges, die Produktion und die Nutzung des im norwegischen Kraftwerk Vemork hergestellten Schweren Wassers zu sabotieren, das die Nationalsozialisten für die Entwicklung einer Atombombe benötigen. Etliche der Widerstandskämpfer spielen sich in dem Film selbst.
Die in dem Film nacherzählte Geschichte wurde 1965 durch Anthony Mann mit Kennwort „Schweres Wasser“ ein weiteres Mal verfilmt.

## Produktion
Mehrere Widerstandsorganisationen beteiligten sich an der Finanzierung des Films.
Es entstanden drei Versionen des Films, und zwar je eine in Norwegisch, Englisch und Deutsch.

## Veröffentlichung

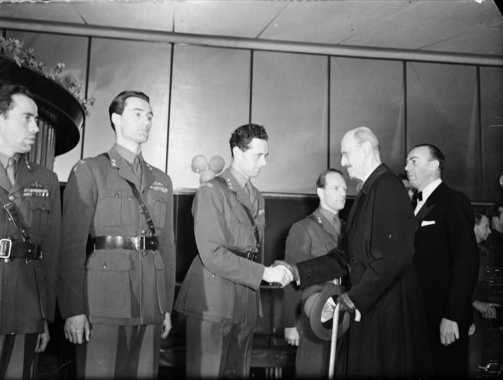
Anlässlich der norwegischen Erstaufführung des Films dankt König Haakon VII. den Widerstandskämpfern, die an den Sabotageaktionen beteiligt waren

Bei der Premiere des Films am 5. Februar 1948 im Osloer Klingenberg-Kino waren auch der norwegische König Haakon VII. und Hauptdarsteller des Films anwesend.
In der englischen Fassung wurde der Film 1956 bei den Nordischen Filmtagen Lübeck gezeigt.

## Kritiken
Die Qualität des Films wird „trotz vieler Nahtstellen“ als „ordentlich“ (englisches Originalzitat: „fair“) beurteilt.